# 顧問 (嘉靖進士)
顧問（1511年—1591年），字子承，號日岩，湖廣蘄州（今湖北蘄春）人，祖籍江浙崑山（今江蘇），明朝政治人物，同進士出身。

## 生平
明末清初文學家顧景星曾伯祖。湖廣鄉試第三十七名。嘉靖十七年（1538年）登進士第三甲第五十九名。授浙江壽昌縣知縣，行取贵州道御史。嘉靖二十八年（1549年）擢浙江按察司僉事，嚴州巡按請求放寬海禁，顧問極力反對。隆慶二年（1568年）詔起徐州兵備，黄河溢入邳州，顧問安置流離失所的百姓，並修築堤防，使百姓能夠安然無恙。次年，轉任福建左參政，不赴。回蘄州建崇正書院。

## 著作
著有《經說》三十卷、《詩文》三十卷、《昭代見聞錄》、《語錄》、《講學書禮》十卷、《詩文外集》十卷等，均毁于明末張獻忠起義。並輯有《義勇武安王集》八卷。與弟顧闕並稱“蘄州二顧”。

## 家族
曾祖顧昇、祖父顧宗儒、父顧敦。母陳氏。具庆下。弟顧闕。